# Riccardo Idda
Riccardo Idda (Alghero, 26 dicembre 1988) è un calciatore italiano, difensore della Torres.

## Caratteristiche tecniche
È un difensore centrale.

## Carriera
Nato ad Alghero, ha trascorso i primi anni di carriera nelle serie inferiori del calcio italiano con le maglie di Tempio, Como, Brindisi, Villacidrese e Torres; in particolare, vince per 4 volte il campionato di Serie D (con Tempio, Como, Brindisi e Torres), più un campionato di Eccellenza (con la Torres) ed una Coppa Italia Serie D (con il Como); gioca inoltre per due stagioni in Lega Pro Seconda Divisione (una nel Brindisi ed una nella Villacidrese). Nel 2013 è stato acquistato dalla Casertana dove ha disputato tre stagioni da titolare (la prima in Lega Pro Seconda Divisione e le successive due nella neonata Lega Pro unica) collezionando 98 presenze ed ha segnato 3 reti.
Dopo un'ulteriore stagione in Lega Pro, giocata con il Virtus Francavilla, nel 2017 è passato al Cosenza con cui ha centrato la promozione in Serie B al termine della stagione 2017-2018. Il 26 agosto seguente ha disputato il suo primo incontro nel campionato cadetto subentrando a Tommaso D'Orazio all'82' dell'incontro pareggiato 1-1 contro l'Ascoli. Firma il suo primo gol tra i cadetti nel derby esterno col Crotone, che consente alla sua squadra di ottenere la vittoria (1-0). Realizza un altro gol pesantissimo al Bentegodi nel 2-2 del Cosenza col Verona.
Nella stagione successiva è protagonista di un'altra salvezza in B dopo una rimonta incredibile ma nella stagione 2020/21 non riesce ad impedire la retrocessione in Serie C del Cosenza.
Il 5 agosto 2021 fa ritorno alla Virtus Francavilla, in serie C. La mattina dell'11 luglio 2023 viene comunicata la rescissione del contratto con il team pugliese e il pomeriggio dello stesso giorno, la Torres, squadra che disputerà la Serie C, annuncia di aver raggiunto l'accordo per riportare il roccioso difensore centrale in rossoblù.

## Statistiche

### Presenze e reti nei club
Statistiche aggiornate al 14 maggio 2025.
| Stagione                  | Squadra                   | Campionato                | Campionato | Campionato | Coppe nazionali | Coppe nazionali | Coppe nazionali | Coppe continentali | Coppe continentali | Coppe continentali | Altre coppe | Altre coppe | Altre coppe | Totale | Totale |
| Stagione                  | Squadra                   | Comp                      | Pres       | Reti       | Comp            | Pres            | Reti            | Comp               | Pres               | Reti               | Comp        | Pres        | Reti        | Pres   | Reti   |
| ------------------------- | ------------------------- | ------------------------- | ---------- | ---------- | --------------- | --------------- | --------------- | ------------------ | ------------------ | ------------------ | ----------- | ----------- | ----------- | ------ | ------ |
| 2006-2007                 | Tempio                    | D                         | 24         | 0          | CI              | 0               | 0               | -                  | -                  | -                  | -           | -           | -           | 24     | 0      |
| 2007-2008                 | Como                      | D                         | 32         | 0          | -               | -               | -               | -                  | -                  | -                  | -           | -           | -           | 32     | 0      |
| 2008-2009                 | Brindisi                  | D                         | 31         | 0          | CI              | 0               | 0               | -                  | -                  | -                  | -           | -           | -           | 31     | 0      |
| 2009-2010                 | Brindisi                  | 2D                        | 29+2       | 0          | CI              | 0               | 0               | -                  | -                  | -                  | -           | -           | -           | 31     | 0      |
| Totale Brindisi           | Totale Brindisi           | Totale Brindisi           | 60+2       | 7          |                 | 0               | 0               |                    | -                  | -                  |             | -           | -           | 62     | 0      |
| 2010-2011                 | Villacidrese              | 2D                        | 26         | 0          | CI              | 0               | 0               | -                  | -                  | -                  | -           | -           | -           | 26     | 0      |
| 2011-2012                 | Torres                    | Ecc.                      | 33         | 4          |                 | 0               | 0               | -                  | -                  | -                  | -           | -           | -           | 33     | 4      |
| 2012-2013                 | Torres                    | D                         | 32         | 3          | CI              | 0               | 0               | -                  | -                  | -                  | -           | -           | -           | 32     | 3      |
| 2013-2014                 | Casertana                 | 2D                        | 31         | 0          | CI-LP           | 2               | 0               | -                  | -                  | -                  | -           | -           | -           | 33     | 0      |
| 2014-2015                 | Casertana                 | LP                        | 35         | 3          | CI+CI-LP        | 3+2             | 0+1             | -                  | -                  | -                  | -           | -           | -           | 40     | 4      |
| 2015-gen. 2016            | Casertana                 | LP                        | 31+1       | 0          | CI              | 2               | 0               | -                  | -                  | -                  | -           | -           | -           | 34     | 0      |
| Totale Casertana          | Totale Casertana          | Totale Casertana          | 97+1       | 3          |                 | 9               | 1               |                    | -                  | -                  |             | -           | -           | 107    | 4      |
| 2016-2017                 | Virtus Francavilla        | LP                        | 34+3       | 4          | CI-LP           | 3               | 1               | -                  | -                  | -                  | -           | -           | -           | 40     | 5      |
| 2017-2018                 | Cosenza                   | C                         | 34+9       | 1          | CI+CI-C         | 0+2             | 0               | -                  | -                  | -                  | -           | -           | -           | 45     | 1      |
| 2018-2019                 | Cosenza                   | B                         | 19         | 2          | CI              | 2               | 0               | -                  | -                  | -                  | -           | -           | -           | 21     | 2      |
| 2019-2020                 | Cosenza                   | B                         | 34         | 0          | CI              | 1               | 0               | -                  | -                  | -                  | -           | -           | -           | 35     | 0      |
| 2020-2021                 | Cosenza                   | B                         | 31         | 0          | CI              | 3               | 0               | -                  | -                  | -                  | -           | -           | -           | 34     | 0      |
| Totale Cosenza            | Totale Cosenza            | Totale Cosenza            | 118+9      | 3          |                 | 8               | 0               |                    | -                  | -                  |             | -           | -           | 135    | 3      |
| 2021-2022                 | Virtus Francavilla        | C                         | 34+2       | 1          | CI-C            | 2               | 0               | -                  | -                  | -                  | -           | -           | -           | 38     | 1      |
| 2022-2023                 | Virtus Francavilla        | C                         | 33         | 0          | CI-C            | 1               | 0               | -                  | -                  | -                  | -           | -           | -           | 34     | 0      |
| Totale Virtus Francavilla | Totale Virtus Francavilla | Totale Virtus Francavilla | 101+5      | 5          |                 | 6               | 1               |                    | -                  | -                  | -           | -           | -           | 112    | 6      |
| 2023-2024                 | Torres                    | C                         | 31+2       | 1          | CI-C            | 1               | 0               | -                  | -                  | -                  | -           | -           | -           | 34     | 1      |
| 2024-2025                 | Torres                    | C                         | 18+1       | 0          | CI+CI-C         | 0+1             | 0               | -                  | -                  | -                  | -           | -           | -           | 20     | 0      |
| Totale Torres             | Totale Torres             | Totale Torres             | 114+3      | 8          |                 | 2               | 0               |                    | -                  | -                  |             | -           | -           | 119    | 8      |
| Totale carriera           | Totale carriera           | Totale carriera           | 572+20     | 19         |                 | 25              | 2               |                    | -                  | -                  |             | -           | -           | 617    | 21     |

## Palmarès

### Club

#### Competizioni nazionali
- Serie D: 4

Tempio: 2006-2007 (girone B)
Como: 2007-2008 (girone B)
Brindisi: 2008-2009 (girone H)
Torres: 2012-2013 (girone D)
- Scudetto Dilettanti: 1

Tempio: 2006-2007
- Coppa Italia Serie D: 1

Como: 2007-2008

#### Competizioni regionali
- Eccellenza: 1

Torres: 2011-2012
- Coppa Italia Dilettanti Sardegna: 1

Torres: 2011-2012